# کابرنه سوویگنون
کابرنه سوویگنون (فرانسوی: [kabɛʁnɛ soviɲɔ̃]) یکی از شناخته شده‌ترین گونه‌های انگور شراب قرمز در جهان است. تقریباً در هر کشور تولیدکننده شراب در میان طیف متنوعی از آب و هوا از استرالیا و بریتیش کلمبیا، کانادا تا دره بقاع لبنان رشد می‌کند. این رقم از طریق شهرت خود در شراب‌های بوردو که اغلب با مرلو و کابرنه فرانک ترکیب می‌شود در سطح بین‌المللی شناخته شد. از فرانسه و اسپانیا، این نوع انگور در سراسر اروپا و به دنیای جدید گسترش یافت و در مکان‌هایی مانند کوه‌های سانتا کروز کالیفرنیا، پاسو روبلز، دره ناپا، خلیج هاوک نیوزلند، منطقه استلنبوش آفریقای جنوبی، رودخانه مارگارت استرالیا، پرورش داده شد. مناطق مک لارن واله و کوناوارا و دره مایپو شیلی و کولچاگوا. در بیشتر قرن بیستم، این انگور به‌طور گسترده کاشته شده بود تا زمانی که مرلو در دهه ۱۹۹۰ از آن پیشی گرفت. با این حال، تا سال ۲۰۱۵، کابرنه سوویگنون بار دیگر با ۳۴۱٬۰۰۰ هکتار (۳٬۴۱۰ کیلومتر مربع) به پرمصرف‌ترین انگور شرابی تبدیل شد.
علیرغم برجستگی آن در صنعت، این انگور یک رقم نسبتاً جدید است که محصول یک تلاقی تصادفی بین Cabernet Franc و Sauvignon blanc در طول قرن هفدهم در جنوب غربی فرانسه است. محبوبیت آن اغلب به سهولت کشت آن نسبت داده می‌شود - انگورها دارای پوست ضخیم هستند و انگورها مقاوم و به‌طور طبیعی کم محصول هستند، دیر جوانه می‌زنند تا از یخبندان در امان بمانند و در برابر خطرات انگور مانند پوسیدگی و حشرات مقاوم باشند.